# NGC 4922-2
NGC 4922-2 (другие обозначения — UGC 8135, MCG 5-31-99, ZWG 160.96, VV 609, KCPG 363B, PGC 86794) — галактика в созвездии Волос Вероники.
Образует двойную систему с галактикой NGC 4922-1, относится к сейфертовским галактикам. Радионаблюдения на интерферометре MERLIN показали, что ядро галактики вытянуто в направлении на NGC 4922-1 и имеет джет длиной 56 парсек, а поток излучения на частоте 5 ГГц составляет 5,39 мЯн.
Этот объект не входит в число перечисленных в оригинальной редакции «Нового общего каталога» и был добавлен позднее.